# Episodi di Dr. Stone (seconda stagione)

Titolo della seconda stagione

Questa è la lista degli episodi della seconda stagione della serie televisiva anime Dr. Stone, prodotta da TMS Entertainment e tratta dall'omonimo manga scritto da Riichirō Inagaki e disegnato da Boichi.
La seconda stagione si intitola Dr. Stone: Stone Wars e comprende gli episodi dal 25 al 35, per un totale di 11 episodi. La trama copre l'arco narrativo "Stone Wars".
La stagione è stata confermata l'11 dicembre 2019 ed è stata trasmessa su Tokyo MX dal 14 gennaio al 25 marzo 2021, dopo un episodio riassuntivo della prima stagione andato in onda l'11 ottobre 2020. La sigla d'apertura è Paradise (楽園?, Rakuen) cantata dagli Fujifabric mentre quella di chiusura è Voice? (声??, Koe?) interpretata da Hatena.
Crunchyroll ha riconfermato i diritti di distribuzione internazionali della serie in versione sottotitolata in vari Paesi, tra cui l'Italia. L'edizione italiana (che non include l'episodio riassuntivo) è stata pubblicata su Crunchyroll dal 1º giugno al 3 agosto 2023.

## Lista episodi
| Nº serie | Nº | Titolo italiano Giapponese 「Kanji」 - Rōmaji | In onda          | In onda        |
| Nº serie | Nº | Titolo italiano Giapponese 「Kanji」 - Rōmaji | Giapponese       | Italiano       |
| 24.5     | -  | Prima della battaglia finale 「開戦前夜スペシャル映像」 - Kaisen zen'ya supesharu eizō | 11 ottobre 2020  | -              |
| 24.5     | -  | Episodio riassuntivo della prima stagione. |                  |                |
| 25       | 1  | Stone Wars Beginning 「Stone Wars Beginning」 – "L'inizio delle guerre rocciose" | 14 gennaio 2021  | 1º giugno 2023 |
| 25       | 1  | Il più importante punto di vantaggio in una guerra è un buon approvvigionamento, e Senku sopperisce a questo bisogno introducendo il processo di liofilizzazione del cibo (presentando il prodotto finale come "cibo dello spazio"), che gli conferisce più leggerezza, un volume ridotto e la possibilità di essere consumato caldo. A Gen viene un'idea per far finire la guerra ancor prima di iniziarla: con una telefonata potrebbero far credere che la cantante Lillian sia ancora viva e si trovi in America, dove la civiltà sarebbe già ripartita, e a quel punto la maggioranza dei seguaci di Tsukasa lo abbandonerebbe per unirsi a lei. Gen imiterebbe la voce di Lillian e i disturbi dovuti alla trasmissione analogica non faranno sorgere nessun dubbio ai nemici, che potranno anche ascoltare il suo stesso disco per confrontare la voce. Senku, Gen e Chrome si prendono tutta la responsabilità della loro menzogna senza farne parola agli altri abitanti, e distolgono l'attenzione di Homura facendo esplodere delle vesciche di cervo con gas tonante. In questo modo, Chrome, Magma e Gen possono trasportare il terminale telefonico senza essere visti. |                  |                |
| 26       | 2  | Hot Line 「Hot Line」 – "Linea diretta" | 21 gennaio 2021  | 1º giugno 2023 |
| 26       | 2  | Homura, come previsto, raggiunge il villaggio Ishigami e viene accecata da una combustione di magnesio causata da Senku, che ne approfitta per ricoprirla di polvere di tungsteno. La vedetta si accorge dell'assenza di tre abitanti e deduce il loro piano, quindi si mette subito al loro inseguimento. Senku e gli altri le vanno dietro, e con una lampada di Wood riescono a illuminare le tracce lasciate da Homura grazie alla proprietà di fluorescenza del metallo. Con una strategia fondata esclusivamente sullo scambio dell'informazione, i due gruppi accerchiano Homura e la catturano, e riescono a seppellire il telefono nei pressi della finta tomba di Senku. Il luogo è molto strategico, perché chi sentisse qualcuno parlare da lì non nutrirebbe sospetti, e finalmente Taiju e Yuzuriha possono tornare a comunicare con Senku. |                  |                |
| 27       | 3  | La telefonata dall'altro mondo 「死者からの電話」 - Shisha kara no denwa | 28 gennaio 2021  | 8 giugno 2023  |
| 27       | 3  | Magma, Chrome e Gen vengono presi di mira da Ukyo, un arciere dall'udito acutissimo. Chrome provoca un incendio, e quindi un sollevamento di fumo, riscaldando una batteria col suo stesso cortocircuito, e mettendosi anche a gridare permette a Gen di fuggire senza essere visto né sentito da Ukyo. Il prossimo passo del piano prevede che Taiju e Yuzuriha portino qualcuno dell'esercito di Tsukasa al telefono, e Gen torna al villaggio giusto in tempo per imitare la voce di Lillian. Sfortuna vuole che Nikki, la sentinella dei due ragazzi scelta da loro come testimone, è una fan accanita di Lillian e per accertarsi di parlare con la vera cantante le fa delle domande, a cui Senku risponde con delle stime di Fermi. Nikki non ci casca, ma si fa commuovere dalla canzone, riprodotta ancora più fedelmente con la rotazione costante di una molla motrice, e decide di unirsi alla squadra di Senku per proteggere quell'unico disco rimasto. |                  |                |
| 28       | 4  | Esercito al completo in azione 「全軍出撃」 - Zengun shutsugeki | 4 febbraio 2021  | 15 giugno 2023 |
| 28       | 4  | Chrome e Magma sono sotto l'attacco delle frecce di Ukyo, e capendo che non ha intenzione di ucciderli, Chrome alza bandiera bianca e viene catturato. Magma torna al villaggio portando la notizia, e viene presa la decisione di avvicinarsi all'impero di Tsukasa per salvare Chrome tutti assieme. Dovendo trasportare una gran quantità di materiale scientifico, nasce l'esigenza di un motore a vapore a cilindro oscillante, che Senku costruisce montando i pezzi in ottone fusi a cera persa. Chrome incontra Tsukasa, che gli chiede il motivo della sua presenza nei pressi del suo territorio. Il ragazzo non risponde, rischiando la vita per questo motivo, e quando viene chiesto a Ukyo dove l'ha trovato, quest'ultimo risponde con un'informazione falsa celando l'esistenza di una novità alla finta tomba di Senku. |                  |                |
| 29       | 5  | Steam Gorilla 「Steam Gorilla」 – "Gorilla a vapore" | 11 febbraio 2021 | 22 giugno 2023 |
| 29       | 5  | Il motore viene montato su un carro a vapore, che viene chiamato Steam Gorilla, e i seguaci del regno della scienza partono alla volta dell'impero di Tsukasa, tranne gli anziani che restano al villaggio per loro spontanea decisione. Giunti nelle vicinanze, Suika va in perlustrazione e scopre il luogo dov'è tenuto prigioniero Chrome. Senku progetta di invadere la prigione con un carro armato, che costruisce rafforzando lo Steam Gorilla con dei fogli di fibra di carbonio emulata con la stratificazione di carta e plastica. Tsukasa però ha previsto questo attacco, e ha circondato di trappole la prigione; Chrome lo scopre e decide di trovare un modo per evadere da solo. |                  |                |
| 30       | 6  | Prison Break 「Prison Break」 – "Fuga di prigione" | 18 febbraio 2021 | 29 giugno 2023 |
| 30       | 6  | Per attuare la fuga, Chrome cerca di raccogliere dei materiali mentre è scortato all'esterno per finti bisogni fisiologici, ma non trova niente di apparentemente utile. Un aiutante incognito gli fornisce una batteria, che usa per elettrolizzare il suo sudore ed ottenere l'ipoclorito di sodio. Chrome lo crede idrossido di sodio, una soluzione con più alcalinità usata proprio nello stesso momento da Senku per scindere la cellulosa nella creazione della carta. Con l'ipoclorito di sodio Chrome scioglie le corde che legano le sbarre e si dà alla fuga attraverso le trappole impedendo l'inseguimento ai suoi nemici, tranne che a Yo, un ex poliziotto vendicativo. Una volta intrappolato, Chrome inganna Yo sputando molto sangue e fingendo di poterlo contagiare con la polmonite, ma quello che sputa è semplice acqua colorata di rosso dalle foglie secche di acetosella e perilla che aveva raccolto, così può liberarsi di Yo e raggiungere l'accampamento dei suoi amici. |                  |                |
| 31       | 7  | Missione top secret 「極秘のミッション」 - Gokuhi no Misshon | 25 febbraio 2021 | 6 luglio 2023  |
| 31       | 7  | Ukyo sopraggiunge alla tomba di Senku subito dopo una telefonata con la finta Lillian e il suo udito acuto gli consente di scoprire l'inganno; Senku gioca d'astuzia e ottiene la sua collaborazione a patto che non venga ucciso nessuno. Ukyo, oltre a confessare di aver aiutato Chrome fornendogli la batteria, rivela di essere stato spinto ad allearsi con loro dopo aver scoperto Yuzuriha mentre svolgeva la sua missione top secret affidatale da Senku: ricostruire le statue di pietra distrutte da Tsukasa. Lo Steam Gorilla viene dotato di un cannone con un unico proiettile posto sopra un disco di rottura, il cui scopo è solo quello di intimorire i nemici senza ferirli, e inizia l'assedio alla Grotta dei Miracoli. |                  |                |
| 32       | 8  | Final Battle 「Final Battle」 – "Scontro finale" | 4 marzo 2021     | 13 luglio 2023 |
| 32       | 8  | L'attacco inizia con il colpo di cannone: il proiettile contenente acido solforico e polvere di carbone, esplode al contatto con la parete della caverna, e da quell'istante la strategia del Regno della Scienza prevede di sfruttare i primi 20 secondi di impreparazione del nemico per vincere la battaglia. Dopo che il carro armato viene ribaltato dalle trappole a terra, Magma e Taiju usano un cannone sonoro per stordire i nemici e impadronirsi così della Grotta dei Miracoli. Il piano prevede di fabbricare immediatamente la polvere da sparo con l'acido nitrico presente nella grotta, ma Tsukasa arriva assieme a Hyoga dopo aver trovato il telefono sepolto sotto la tomba, e chiede ancora una volta la vita di Senku in cambio della salvezza di tutti i suoi amici. |                  |                |
| 33       | 9  | Cose da distruggere e cose da salvare 「壊すもの救うもの」 - Kowasu nono sukuu mono | 11 marzo 2021    | 20 luglio 2023 |
| 33       | 9  | Durante l'arrivo di Tsukasa le sostanze chimiche per realizzare la polvere da sparo sono andate perdute, ma Chrome riesce a recuperare l'acido solforico rimanente dopo l'esplosione del proiettile. Mentre il resto della squadra para gli attacchi di Tsukasa e Hyoga, Senku scioglie il glicerolo di una saponetta nel composto di acido nitrico e acido solforico per ottenere la nitroglicerina. La sostanza esplosiva viene usata per bagnare la punta di un aereo di carta che esplode al contatto con un albero, ponendo fine alla battaglia. Con la minaccia di altre munizioni esplosive Tsukasa è costretto a sottostare agli ordini di Senku, che chiede soltanto la cessazione di ogni belligeranza e offre l'aiuto della scienza per risvegliare e curare la sua sorellina comatosa. Dopo aver costruito dei candelotti di dinamite scavano nei pressi del vecchio ospedale e ritrovano la sorellina di Tsukasa. |                  |                |
| 34       | 10 | La combinazione più forte dell'umanità 「人類最強のタッグ」 - Jinrui saikyō no taggu | 18 marzo 2021    | 27 luglio 2023 |
| 34       | 10 | Mirai, la sorellina di Tsukasa, viene risvegliata dalla pietrificazione e anche dal coma. Hyoga non ha rinunciato al piano di selezione umana e persiste a voler ostacolare il Regno della Scienza. Yo libera Homura che ruba dei candelotti di dinamite per far esplodere la grotta dei miracoli, e nel contempo Hyoga attenta alla vita di Mirai convinto di riuscire a ferire Tsukasa mentre la difende, e così avviene. Senku e Tsukasa cadono nelle rapide di un fiume e Hyoga li segue fino a valle per proporre a Senku di allearsi con lui nel suo progetto. Senku naturalmente non accetta e Tsukasa si rialza per combattere il nemico assieme a lui. Lo scienziato fa attirare Hyoga su un mucchietto di polvere da sparo alla quale resiste dopo l'innesco, e successivamente gli impone un'alta tensione usando le batterie al manganese recuperate dal telefono e collegate a un trasformatore, simulando il funzionamento di un taser. Hyoga non resiste alla scarica elettrica e cade a terra, così come Senku e Tsukasa, stremati dal combattimento. |                  |                |
| 35       | 11 | Prologue of Dr. Stone 「Prologue of Dr. Stone」 – "Prologo di Dr. Stone" | 25 marzo 2021    | 3 agosto 2023  |
| 35       | 11 | Dopo la scossa data a Hyoga, Homura sta per attaccare Senku e Tsukasa ma i loro alleati arrivano in tempo per fermarla e imprigionarla assieme a Hyoga. Yo torna pochi giorni dopo ed essendo passato dalla parte della scienza viene accolto dalla comunità. Gli anziani del villaggio Ishigami vengono notificati tramite una telefonata che la guerra è finita nel miglior modo possibile e senza morti. Tutta la manodopera presente collabora per il sostentamento collettivo e per la ricomposizione delle statue di pietra, grazie anche all'aiuto di Tsukasa, che indica i luoghi dove le ha distrutte, e di Minami, che fornisce informazioni utili sulle persone. Tsukasa versa in pessime condizioni dopo la lotta con Hyoga: i suoi organi interni sono gravemente danneggiati e Senku è riuscito a creare solo un banale rimedio per le ferite superficiali. L'unica cosa che potrebbe curarlo, a detta dello scienziato, è il processo di risveglio dalla pietrificazione, ma fintanto che non troverà un modo per pietrificarlo, Senku è costretto a stabilizzare le sue condizioni anticipando una morte certa. Viene costruito appositamente un congelatore per ibernare Tsukasa in una grotta dietro una cascata, con la speranza di poterlo risvegliare e contestualmente guarire in futuro. La nuova civiltà deve scoprire i segreti del raggio pietrificante sia per guarire Tsukasa che per non rimanerne nuovamente vittima, pertanto Senku progetta di partire alla volta dell'altro capo del pianeta, punto di origine del raggio secondo le testimonianze di suo padre, sfruttando la tecnica della navigazione. |                  |                |